# Amor Towles
Amor Towles (Boston, 24 ottobre 1964) è uno scrittore statunitense.

## Biografia
Amor Towles è nato a Boston nel 1964. Si è laureato a Yale e ha conseguito un dottorato in letteratura inglese a Stanford.

### Vita privata
Towles risiede a Gramercy Park (Manhattan) con la moglie Maggie e i due figli, Stokley ed Esmé. Inoltre è un collezionista di belle arti e oggetti d'antiquariato.

## Opere

### Romanzi
- La buona società (Rules of Civility, 2011)
- Eve in Hollywood (2013)
- Un gentiluomo a Mosca (A Gentleman in Moscow, 2016)
- You Have Arrived at your Destination (2019) – racconto online
- Lincoln Highway (The Lincoln Highway, 2021)
- Table for Two (2024)

### Saggi
- Channel a More Romantic Era of Transatlantic Travel (2016)[3]

## Riconoscimenti
- 2016 – Kirkus Prize
  - Candidatura per Un gentiluomo a Mosca[4]
- 2018 – Dublin Literary Award
  - Candidatura per Un gentiluomo a mosca[5]